# 李家忠
李家忠（1936年12月—），中华人民共和国政治人物、外交官。

## 经历
1956年毕业于天津第三中学。原就读于北京外国语学院法语系。1958年被组织调到北京大学东语系，学习越南语。1963年进入外交部，曾任亚洲司科员、副处长、处长、中国驻越南大使馆二秘、一秘、政务参赞。
1995年，接替张青，担任中华人民共和国驻越南大使。2000年，由齐建国接任。

## 荣誉
- 友谊勋章（越南，2000年6月颁发[4])